# Åsa-Nisse på nya äventyr
Åsa-Nisse på nya äventyr är en svensk komedifilm från 1952 i regi av Ragnar Frisk.
Filmen hade premiär 19 september 1952 på biografen Saga i Vetlanda.

## Handling
Åsa-Nisse beslutar sig för att annonsera efter sommargäster. Kort därefter anländer fru Niklasson med tåg från Stockholm tillsammans med sin dotter Elsa. Samtidigt bjuder handlare Sjökvist in alla bybor till en stor fest med anledning av 25-årsjubileet för sin bybutik. Under tiden går Åsa-Nisse och Klabbarparn på tivoli i Växjö där Åsa-Nisse vinner silverserviser, som han dock ger bort till andra bybor.

## Om filmen
Åsa-Nisse på nya äventyr är den tredje inspelade Åsa-Nissefilmen baserad på Stig Cederholms Åsa-Nisse. Inspelningen av filmen skedde med ateljéfilmning vid Kinocentralens ateljé i Täby och med exteriörer filmade i landsbygdssmiljö norr och söder om Stockholm, samt i Vetlanda med omnejd av Harry Lindberg. Filmen var även "Snoddas" debut på filmduken.

## Rollista
- John Elfström - Åsa-Nisse, hemmansägare Nils Nilsson på Åsen
- Artur Rolén - Klabbarparn, hemmansägare i Klabbarp
- Helga Brofeldt - Eulalia, Åsa-Nisses fru
- Elsa Textorius - Kristin, Klabbarparns fru
- Gustaf Lövås - handelsman Ejnar Sjökvist
- Anna-Lisa Baude - fru Niklasson, sommargäst från Stockholm
- Carl-Gunnar Wingård - Olsson, grosshandelsdirektör
- Bertil Boo - den sjungande bonden
- Gösta "Snoddas" Nordgren - folkparkssångaren
- Kerstin "Kiki" Bratt - Elsa, idrottsflicka, fru Niklassons dotter
- Margreth Weivers - Yvonne, direktör Olssons dotter
- Sigyn Sahlin - Greta, direktör Olssons dotter
- Willy Peters - Klöverhage, landsfiskal
- Arne Källerud - konstskojare från Stockholm
- Evert Granholm - Svensson, konstskojare från Stockholm
- Harald Emanuelsson - Karlsson, fjärdingsman
- Josua Bengtson - smeden
- Wiktor "Kulörten" Andersson - Knohultarn
- John Norrman - telefonväxelskötaren
- Arne Lindblad - Garibaldi, skjutbaneägare på tivoli
- Naemi Briese - hans dotter
- Bertil Karlsson - skolläraren
- Hartwig Fock - Olsson, bonde
- Millan Lyxell - Hulda Karlsson, fjärdingsmans fru
- Sonja Rolén - Johanna, telefonväxelskötarens fru
- Carl Ericson - en äldre man på Sjökvists fest[5]

## Musik i filmen
- Traffic, kompositör Wilfred Burns, instrumental
- Maypole Dance, kompositör Fela Sowande, instrumental
- Keep Moving, kompositör Frederick G. Charrosin, instrumental
- Tjo faderullan, kompositör Sven Rüno, text Arne Ossian, sång John Elfström och Artur Rolén
- Idyl in the Clouds, kompositör Ludo Philipp, instrumental
- En rallare, en trallare, kompositör Sven Rüno, text Arne Ossian, sång Gösta "Snoddas" Nordgren
- Fåglarna små, kompositör Sven Rüno, text Arne Ossian, sång Gösta "Snoddas" Nordgren
- Tour Cameos, kompositör Joseph Engleman, instrumental
- Weaving Loom, kompositör Charles Williams, instrumental
- At the Factory, kompositör Fela Sowande, instrumental
- Breton Peasant Lullaby, kompositör Francis Chagrin, instrumental
- St. John's Eve, kompositör Ronald Hanmer, instrumental
- The Assembly Line, kompositör Frederick G. Charrosin, instrumental
- Helgdagsklockor ring, kompositör Sven Rüno, text Arne Ossian, sång Bertil Boo
- Danger Ahead, kompositör Percival Mackey, instrumental
- Fauns and Satyrs, kompositör Oliphant Chuckerbutty, instrumental
- Encarmita, kompositör Anthony Picon, instrumental[6]